# Myotis simus
Myotis simus är en däggdjursart som beskrevs av Thomas 1901. Myotis simus ingår i släktet Myotis och familjen läderlappar. IUCN kategoriserar arten globalt som otillräckligt studerad. Inga underarter finns listade i Catalogue of Life.

## Utseende
Arten är med 35 till 41 mm långa underarmar, med en vikt av 5 till 11 g och med 11 till 13 mm långa öron en medelstor medlem av släktet Myotis. Håren som bildar undersidans päls är oftast tvåfärgade medan ovansidans hår är enfärgade. Färgen varierar beroende på utbredning och årstid mellan chokladbrun, orangebrun, ockra och rödbrun. Dessutom kan pälsfärgen ändras efter individens död. Det hände med olika exemplar som förvarades i museer. Myotis simus har svart flygmembran och svarta öron. På svansflyghuden nära bålen kan några hår förekomma. Kroppslängden med svans är 83 till 92 mm och själva svansen är 33 till 40 mm lång.
Myotis simus har på varje sida i överkäken 2 framtänder, en hörntand, 3 premolarer och 3 molarer. I underkäken finns ytterligare en framtand per sida, alltså 38 tänder i hela uppsättningen.

## Utbredning
Denna fladdermus förekommer i Amazonområdet och vid Andernas östra sluttningar från Colombia och Brasilien i norr till Bolivia i syd. En annan population från södra Brasilien, Paraguay och nordöstra Argentina är kanske en annan art, som hittills saknar vetenskaplig beskrivning. Individerna vilar i trädens håligheter. För övrigt saknas data angående artens levnadssätt.
Även Myotis midastactus från Bolivia som beskrevs 2014 betraktades innan som population av Myotis simus.

## Ekologi
Upphittade honor var dräktiga med en unge. Individerna vilar i trädens håligheter eller tillfällig i bladverket. Ibland delas sovplatsen med andra fladdermöss som Noctilio albiventris eller Eptesicus furinalis. Denna fladdermus jagar syrsor, buksimmare och andra halvvingar samt andra ryggradslösa djur. Den flyger vanligen över vattenansamlingar och hittar sina byten där.